# Argam
Argam var en civil parish fram till 1935 när blev den en del av Grindale, i grevskapet East Riding of Yorkshire, i England. Civil parish var belägen 4 km från Bridlington och hade 34 invånare år 1931. Byar nämndes i Domedagsboken (Domesday Book) år 1086, och kallades då Ergone.